# Teus Hagen
Teus Hagen (né 6 octobre 1945 à Wijnjewoude) est un pionnier néerlandais d'Internet.

## Biographie
Teus Hagen commence sa carrière au Centrum voor Wiskunde en Informatica. Il lance les groupes d'utilisateurs Unix néerlandais et européens NLUUG et EUUG (qui sont devenus plus tard EURopen). En tant que président de l'EUUG, il lance le réseau européen Unix EUnet en 1982 en tant que service d'accès à distance pour EUUG. EUnet est le premier réseau public à grande audience.
En 1983, à l'Université de Californie à Berkeley, il travaille sur TCP/IP. L'un des membres de son équipe, Daniel Karrenberg, est l'auteur du rapport préconisant TCP/IP pour les réseaux globaux en Europe.
De 1992 à 2008, Hagen est président et directeur de NLnet et contribue à en faire le premier fournisseur d'accès Internet néerlandais. NLnet finance la recherche et le développement d'Internet gratuit. À ce poste, Hagen s'implique en 2004 dans l'autorité de certification communautaire CAcert.org ; il en est membre du conseil d'administration et en 2008 président. 

## Prix et distinctions
Hagen est reconnu par NLUUG  et Usenix pour ses contributions open source et honoré en tant que « Global Connector » dans le  Temple de la renommée d'Internet en 2013. 